# Cymodocella algoense
Cymodocella algoense är en kräftdjursart som först beskrevs av Stebbing 1875.  Cymodocella algoense ingår i släktet Cymodocella och familjen klotkräftor. Inga underarter finns listade i Catalogue of Life.